# Knauf
Knauf Gips KG (в России КНАУФ) — международная инновационно-производственная компания. Штаб-квартира — в городе Ипхофен, Северная Бавария (Германия).

## История
Компания Knauf была основана братьями Альфонсом и Карлом Кнауфами в 1932 году в Германии.
В 1949 году в северной Баварии был основан завод по производству гипсовых строительных смесей.
В 1958 году был запущен первый завод по производству гипсокартонных листов.
В 1970 году компания Knauf приобрела пакет акций фирмы «Дойче-Перлите ГмбХ» (Дортмунд), производящей в то время сухие смеси на цементной основе.
Диверсифицируя свой бизнес, компания Knauf приобрела завод по производству изоляционных материалов из стекловолокна в Шелбивилле (США).

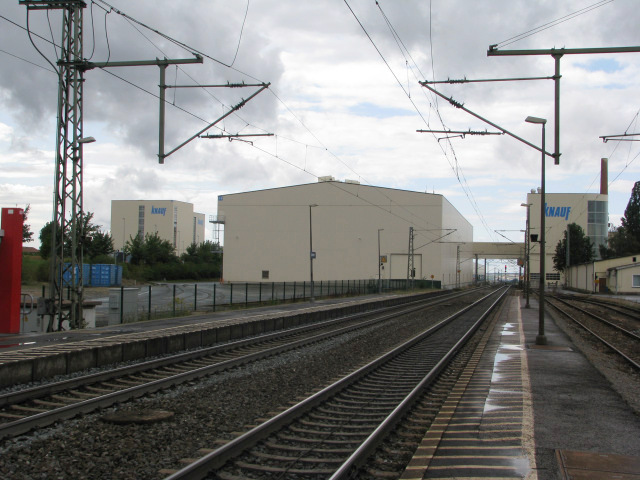
Фабрика Knauf в Германии

В 1993 году началась инвестиционная деятельность компании Knauf в России, затем приобретались и создавались предприятия на Украине, в Молдове, Казахстане, Узбекистане, Латвии и Азербайджане. Компания занимается также благотворительной деятельностью (в частности, профинансировала воссоздание церкви в тютчевской усадьбе Овстуг).
В 2013 году Knauf выступает спонсором Премии имени В. А. Жуковского за лучший перевод гуманитарного или литературного произведения на русский с немецкого языка от Союза немецкой культуры и экономики в РФ.
В 2015 году компания Knauf выступает Генеральным спонсором XI Национального фестиваля архитектуры «Минск-2015», организованное Министерством архитектуры и строительства Республики Беларусь.
22 апреля 2024 года, после выхода расследования об участии Knauf в восстановлении оккупированного Мариуполя, компания объявила о намерении уйти из России и передать российский бизнес местному менеджменту.

## Выпускаемые товары

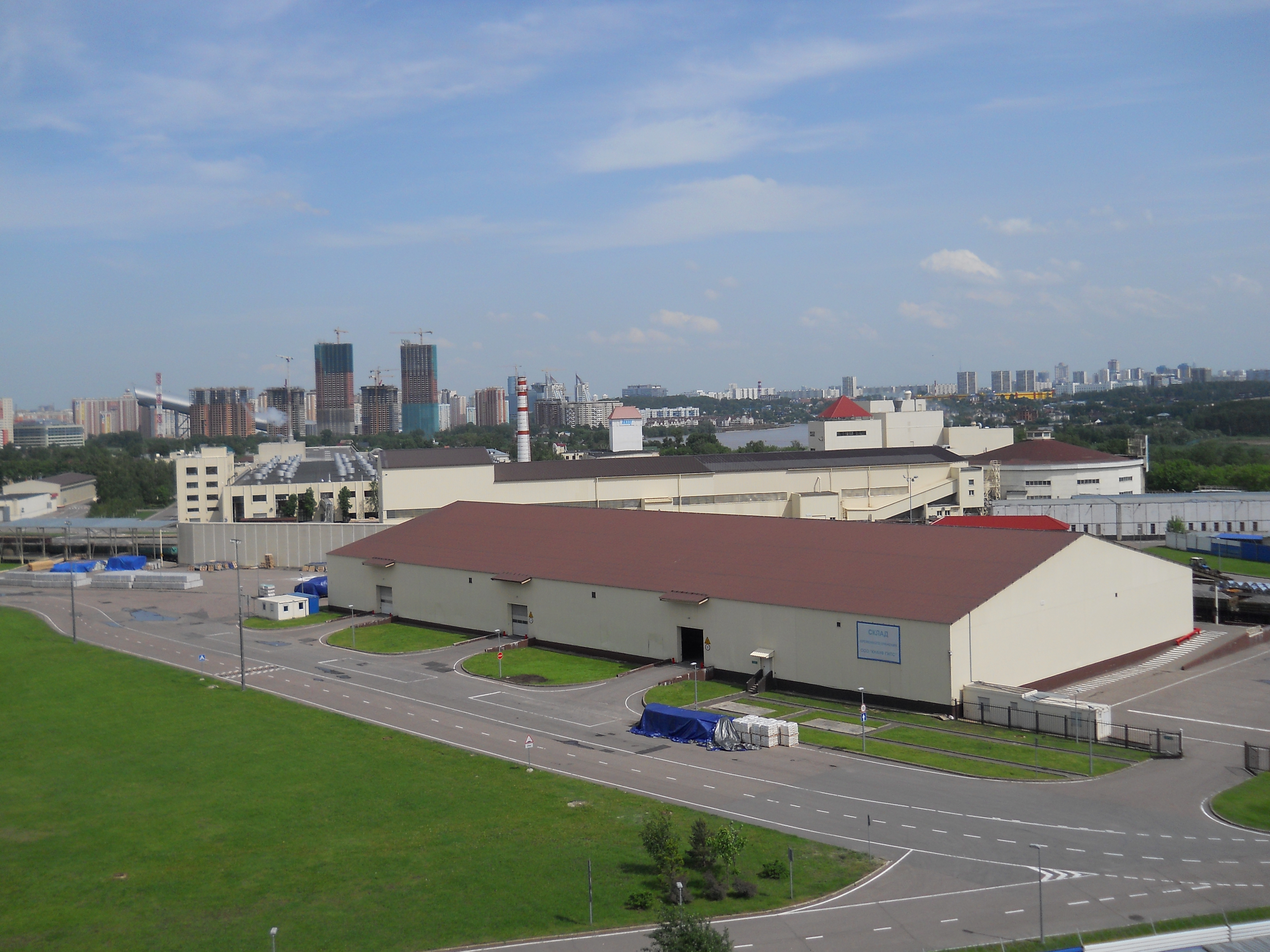
Предприятие компании Knauf по производству гипсовых изделий и строительных смесей в Красногорске (Московская область).

Knauf предлагает комплексные решения для различных строительных работ с помощью комплектных систем. Knauf производит гипсокартонные листы, сухие строительные смеси, штукатурные машины PFT и тепло- и энергосберегающие изоляционные материалы.
- Тёплая стена — это система наружного утепления.
- Облицовка — металлический каркас, обшитый слоями гипсокартонного листа, который, в свою очередь, накрывается отделочными покрытиями.
- Подвесные потолки предназначаются для декоративной внутренней отделки, повышения тепловой и звуковой изоляции. Основу потолков составляют гипсокартонные КНАУФ-листы (ГКЛ) или гипсоволокнистые листы (ГВЛ). Элементы каркаса изготавливаются из оцинкованной стали. Подвесы закрепляются анкерами.

## Критика
В апреле 2024 года немецкие СМИ сообщили что Knauf участвует в восстановлении Мариуполя, разрушенного российскими войсками и захваченного ими в ходе нападения на Украину. В частности, по данным изданий, на многих стройках в Мариуполе использовался цемент производства компании Knauf. Ранее немецкие СМИ сообщали что компания Knauf поддерживает мобилизацию своих сотрудников, так руководители завода Knauf в Красногорске согласовывали с властями списки тех, кто нужен на производстве, а кого можно отправлять на войну. Часть сотрудников которые получали повестки, вывозили в военкоматы в фирменном микроавтобусе компании.  23 ноя 2023 года Украина внесла Knauf в список «спонсоров войны». Сама компания заявила что осуждает агрессивную войну России против Украины и соблюдают все санкции Евросоюза в отношении России. 22 апреля 2024 года немецкая прокуратура начала проверку в отношении Knauf